# Barybas
Barybas är ett släkte av skalbaggar. Barybas ingår i familjen Melolonthidae.

## Dottertaxa tillBarybas, i alfabetisk ordning[1]
- Barybas aenea
- Barybas aenescens
- Barybas aurita
- Barybas bituberculata
- Barybas boliviana
- Barybas callosipennis
- Barybas callosipyga
- Barybas chacoensis
- Barybas clypeata
- Barybas compacta
- Barybas crassa
- Barybas curta
- Barybas ferruginea
- Barybas fraterna
- Barybas idiota
- Barybas insulana
- Barybas kulzeri
- Barybas latesquamosa
- Barybas maculata
- Barybas murina
- Barybas nana
- Barybas oxygenys
- Barybas parvula
- Barybas peruana
- Barybas scopifer
- Barybas setifer
- Barybas sparsesetosa
- Barybas squamiger
- Barybas sublobata
- Barybas uniformis
- Barybas variegata
- Barybas variipennis